# Atherigona disneyi
Atherigona disneyi este o specie de muște din genul Atherigona, familia Muscidae, descrisă de Deeming în anul 1979. Conform Catalogue of Life specia Atherigona disneyi nu are subspecii cunoscute.